# Coume
Coume je francouzská obec v departementu Moselle v regionu Grand Est. V roce 2013 zde žilo 696 obyvatel.

## Poloha
Sousední obce jsou: Bisten-en-Lorraine, Denting, Falck, Guerting, Hargarten-aux-Mines, Niedervisse, Ottonville, Téterchen a Varsberg.

## Vývoj počtu obyvatel
Počet obyvatel